# SN 2008ga
SN 2008ga – supernowa typu II odkryta 24 września 2008 roku w galaktyce A044524+1824. W momencie odkrycia miała maksymalną jasność 17,60m.